# جایزه بزرگ ایتالیا ۱۹۷۶
جایزه بزرگ ایتالیا ۱۹۷۶ (انگلیسی: ‎1976 Italian Grand Prix‎) یک مسابقهٔ موتوری در رشتهٔ اتومبیل‌رانی فرمول یک بود که در تاریخ ۱۲ سپتامبر ۱۹۷۶ در پیست ناتزیوناله مونتزا واقع در مونتزا، لمباردی، ایتالیا برگزار شد. این گراند پری در میان ۱۶ گراند پری در فصل ۱۹۷۶، مسابقهٔ شمارهٔ ۱۳ بود.
در این مسابقه که در ۵۲ دور و به مسافت ۳۰۱٫۶ کیلومتر (۱۸۷٫۴۰۶ مایل) برگزار شد، پول پوزیشن توسط ژاک لافیت کسب شد و سریع‌ترین زمان برای طی یک دور پیست که برابر با ۱:۴۱٫۳ بود نیز توسط رونی پیترسن به ثبت رسید.
رونی پیترسن از تیم مارچ-فورد، کلی رگاتزونی از تیم فراری و ژاک لافیت از تیم لیجیه-ماترا به‌ترتیب مقام‌های اول تا سوم مسابقه را کسب کردند.

## رده‌بندی قهرمانی پس از مسابقه
| جایگاه | راننده       | امتیاز |
| ------ | ------------ | ------ |
| ۱      | نیکی لائودا  | ۶۱     |
| ۲      | جیمز هانت    | ۵۶     |
| ۳      | جودی شکتر    | ۳۸     |
| ۴      | کلی رگاتزونی | ۲۸     |
| ۵      | پاتریک دیپلر | ۲۷     |
| منبع:  |              |        |

| جایگاه | سازنده      | امتیاز  |
| ------ | ----------- | ------- |
| ۱      | فراری       | ۷۳      |
| ۲      | مک‌لارن-فورد | ۶۱ (۶۲) |
| ۳      | تایرل-فورد  | ۵۱      |
| ۴      | لیجیه-ماترا | ۲۰      |
| ۵      | پنسکی-فورد  | ۱۸      |
| منبع:  |             |         |

یادداشت
- تنها پنج جایگاه نخست از هر رده‌بندی نمایش داده شده‌است.